# Mathieu Rivest
Mathieu Rivest, né à Beauport en 1976, est un professeur de musique et homme politique québécois.

## Biographie

### Jeunesse et études
Mathieu Rivest commence l'apprentissage du piano à Beauport, sa ville natale. Il poursuit avec la trompette durant ses études collégiales au Cégep de Sainte-Foy. Il complète un baccalauréat en 1999 puis une maîtrise en 2002 en éducation musicale à l'Université Laval. Il étudie également en direction d’orchestre et de chant choral au Conservatoire de Metz.

### Carrière musicale
Il commence l'enseignement au camp musical de Saint-Alexandre-de-Kamouraska en 1993. Il en deviendra le directeur général en 1998. À partir de 2003, il devient également professeur de musique au Cégep de La Pocatière. Il occupe ces deux postes jusqu'en octobre 2022.
En parallèle, il mène d'autres activités professionnelles à Québec : il fonde l’orchestre à cordes Arquemuse de Québec en 2001, il dirige un orchestre de chambre à la Faculté de musique de l’Université Laval et agit comme directeur musical de l'Harmonie des Cascades de Beauport d'avril 2012 à novembre 2020.
Au Bas-Saint-Laurent, il est président du cabinet de la campagne de financement de la Salle André-Gagnon de La Pocatière. Il est boursier à deux reprises du Fonds du Bas-Saint-Laurent pour les arts et les lettres.

### Carrière politique
Marie-Eve Proulx, députée sortante de Côte-du-Sud, est visée par des plaintes de harcèlement psychologique au moment des élections générales québécoises d'octobre 2022. Elle décide de ne pas se représenter le 22 août. La Coalition avenir Québec approche alors Mathieu Rivest, qui annonce se joindre au parti comme candidat dans Côte-du-Sud le 27 août. Le 6 septembre, il lance officiellement sa campagne électorale en compagnie de la vice-première-ministre Geneviève Guilbault. Parmi ses priorités, il cible l'amélioration de la couverture cellulaire et la construction d'un complexe culturel et sportif pour les MRC de Montmagny et L’Islet. Le 3 octobre, il est élu dans la circonscription avec 47,69 % des voix, devant le candidat conservateur Frédéric Poulin (23,41 %). Il est assermenté le 18 octobre.

## Prix et distinctions
- 2012 : Patriote de l'année (Société d’action nationale de Rivière-du-Loup)[9]
- 2014 : Personnalité touristique du Bas-Saint-Laurent (Grands Prix du tourisme québécois)[10]

## Résultats électoraux
|                                                                                               | Nom              | Parti              | Nombre de voix | %      | Maj.  |
| --------------------------------------------------------------------------------------------- | ---------------- | ------------------ | -------------- | ------ | ----- |
|                                                                                               | Mathieu Rivest   | Coalition avenir   | 16 116         | 47,7 % | 8 206 |
|                                                                                               | Frédéric Poulin  | Conservateur       | 7 910          | 23,4 % | -     |
|                                                                                               | Michel Forget    | Parti québécois    | 4 316          | 12,8 % | -     |
|                                                                                               | Guillaume Dufour | Québec solidaire   | 3 154          | 9,3 %  | -     |
|                                                                                               | Sylvain Lemieux  | Libéral            | 2 132          | 6,3 %  | -     |
|                                                                                               | Sylvain Cloutier | Équipe autonomiste | 164            | 0,5 %  | -     |
| Total                                                                                         | Total            | Total              | 33 792         | 100 %  |       |
| Le taux de participation lors de l'élection était de 68,5 % et 445 bulletins ont été rejetés. |                  |                    |                |        |       |